# Estación de Los Reyes
Los Reyes fue una estación de trenes que se encuentra en Los Reyes de Salgado, Michoacán. Actualmente en esta estación se encuentra un DIF Municipal. 

## Historia
La estación se edificó sobre la línea del antiguo Ferrocarril Central Mexicano por medio de la concesión número 17 del 8 de septiembre de 1880, cuyas líneas correspondían: de México á Ciudad Juárez, Silao á Marfil, Irapuato á Ameca, Chicalote á Tampico y la Barra, Buenavista a Santiago, Guadalajara a Tuxpan, La Vega á San Marcos, San Luis Potosí a la Fundición y la línea de Yurécuaro a los Reyes.